# Allium chodsha-bakirganicum
Allium chodsha-bakirganicum är en amaryllisväxtart som beskrevs av Gaffarov och Turak. Allium chodsha-bakirganicum ingår i släktet lökar, och familjen amaryllisväxter. Inga underarter finns listade i Catalogue of Life.